# Antichtopauropus relativus
Antichtopauropus relativus – gatunek skąponogów z rzędu Tetramerocerata i rodziny Antichtopauropodidae.
Gatunek ten opisany został w 2013 roku przez Ulfa Schellera. Holotyp odłowiono na Murray River.
Skąponóg o ciele długości do 1,08 mm. Głowa gładka, z przednio-środkową, maczugowatą szczecinką między nasadami czułków, co najmniej 13 grzybkowatymi guzkami i prawie okrągłymi narządami skroniowymi, położonymi po bokach części sternalnej i wskutek tego od góry prawie niewidocznymi. Czułki o wrzecionowatej grzbietowej gałęzi i z 5 szczecinkami na czwartym członie, z których p′′′ jest szczątkowa i gładka, a pozostałe walcowate i obrączkowane. Collum z widlastymi szczecinkami i dużym, z przodu wciętym wyrostkiem sternalnym. Powierzchnia tergitów pokryta guzkami (ang. fungiform organs) i okrągłymi kropkami między nimi. Bothriotricha trzeciego tergitu z wrzecionowatym nabrzmieniem pośrodku. Papille genitalne zaokrąglenie stożkowate.
Wij znany wyłącznie z okolic Dwellingup w Australii Zachodniej.